# Radula macroloba
Radula macroloba là một loài rêu tản trong họ Radulaceae. Loài này được Stephani miêu tả khoa học lần đầu tiên năm 1892.